# Cyrtandra heinrichii
Cyrtandra heinrichii är en tvåhjärtbladig växtart som beskrevs av Harold St.John. Cyrtandra heinrichii ingår i släktet Cyrtandra och familjen Gesneriaceae. Inga underarter finns listade i Catalogue of Life.